# ماکوتو آتسوتا
ماکوتو آتسوتا (انگلیسی: Makoto Atsuta؛ زادهٔ ۱۶ سپتامبر ۱۹۷۶) بازیکن فوتبال اهل ژاپن است.
از باشگاه‌هایی که در آن بازی کرده‌است می‌توان به باشگاه فوتبال آلبیرکس نیگاتا اشاره کرد.